# Cuộc đảo chính phòng ngừa ngày 11 tháng 11
Cuộc đảo chính phòng ngừa ngày 11 tháng 11 đôi khi được gọi là cuộc đảo chính Brasil năm 1955 hoặc được gọi là cuộc "chống đảo chính" hay "phản đảo chính" (tiếng Bồ Đào Nha: Novembrada, Movimento de 11 de Novembro, Contragolpe, Golpe Preventivo do Marechal Lott) là một loạt các sự kiện quân sự và chính trị do Henrique Teixeira Lott chỉ đạo dẫn đến việc Nereu Ramos đảm nhận chức tổng thống Brasil cho đến khi được kế nhiệm trong hòa bình bởi Juscelino Kubitschek vài tháng sau đó. Cuộc đảo chính không đổ máu đã cách chức tổng thống của Carlos Luz vì ông bị nghi ngờ âm mưu ngăn cản Kubitschek nhậm chức. Do sự khủng hoảng, Brasil đã chứng kiến sự thay đổi ba tổng thống trong vòng một tuần.

## References
1. ↑  RACHUM, ILAN (tháng 12 năm 1977). "From young rebels to brokers of national politics: The tenentes of Brazil (1922-1967)". Boletín de Estudios Latinoamericanos y del Caribe (23): 41–60. JSTOR 25674995. Truy cập ngày 14 tháng 9 năm 2023.
2. ↑  Brewer, Sam Pope (ngày 12 tháng 11 năm 1955). "CONTROL IN BRAZIL IS SEIZED BY ARMY IN AN 'ANTI-COUP'". The New York Times. Lưu trữ bản gốc ngày 19 tháng 12 năm 2022. Truy cập ngày 14 tháng 9 năm 2023.
3. ↑  "Brazil - Kubitschek's administration". Britannica (bằng tiếng Anh). Lưu trữ bản gốc ngày 27 tháng 6 năm 2023. Truy cập ngày 18 tháng 9 năm 2023. However, Teixeira Lott, the war minister, and Marshal Odílio Denys, who commanded army troops in Rio de Janeiro, staged a "countercoup" on November 11, 1955
4. ↑  "BRAZIL: The Preventive Revolution". Time. ngày 21 tháng 11 năm 1955. Lưu trữ bản gốc ngày 15 tháng 7 năm 2023. Truy cập ngày 14 tháng 9 năm 2023.
5. ↑  Westin, Ricardo. "Há 60 anos, crise fez Brasil ter 3 presidentes numa única semana Fonte: Agência Senado". Senado Notícias (bằng tiếng Bồ Đào Nha). Agência Senado. Lưu trữ bản gốc ngày 15 tháng 9 năm 2023. Truy cập ngày 14 tháng 9 năm 2023.
6. ↑  "Brazil Quiet After Bloodless Revolt". The Los Angeles Times (bằng tiếng Anh). ngày 13 tháng 11 năm 1955. tr. 13.